# Canaliculus (bot)

Een osteocyt met canaliculi van een rat

Canaliculi zijn microscopisch kleine kanalen tussen de lacunae. In een lacuna in botweefsel zit een osteocyt. In kraakbeen zit in een lacuna een chondrocyt. De uitstralende uitlopers van de osteocyten en chondrocyten (filopodia genoemd) komen in deze canaliculi uit. De cytoplasmatische uitlopers worden met elkaar verbonden door gap junctions. Osteocyten vullen de lacunae niet volledig op. De resterende ruimte staat bekend als de periosteocytische ruimte, die gevuld is met periosteocytische vloeistof. Deze vloeistof bevat stoffen die te groot zijn om door de gap junctions te worden getransporteerd die de osteocyten verbinden.
De osteocyten zijn met elkaar verbonden via lange canaliculi, die gebruikt worden voor het uitwisselen van mineralen, voedingsstoffen en afvalstoffen. Dit netwerk van kanalen is complex en heeft bij de mens naar schatting een totale lengte van 175000 km. Daarnaast hebben deze een functie in het meten van de vloeistofschuifstroomkrachten door de kanalen. De diameter van de canaliculi in menselijk botweefsel is ongeveer 200 tot 900 nm. In runderscheenbeen werd vastgesteld dat de diameter van de canaliculi varieerde van 155 tot 844 nm (gemiddeld 426 nm).  In muizenopperarmbeen varieert deze van 80 tot 710 nm (gemiddeld 259 nm), terwijl de diameter van de osteocytische uitlopers varieert van 50 tot 410 nm (gemiddeld 104 nm).

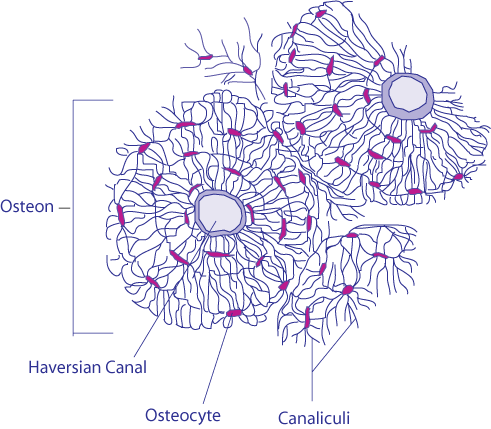
Dwarsdoorsnede van het bot met osteocyten, osteonen en kanalen van Havers